# بريان أندرسون (لاعب كرة قدم أمريكية)
بريان أندرسون (بالإنجليزية: Bryan Anderson)‏ هو لاعب كرة قدم أمريكية أمريكي، ولد في 30 مارس 1980 في فيلادلفيا في الولايات المتحدة.

## وصلات خارجية
- بريان أندرسون على موقع مرجع كرة القدم المحترفة.كوم (الإنجليزية)